# Lista de municípios da Bahia por PIB per capita
A lista de municípios da Bahia por PIB per capita pode ser encontrada pelo ano em procura, abaixo listados.
Década de 1990
1990 • 1991 • 1992 • 1993 • 1994 • 1995 • 1996 • 1997 • 1998 • 1999
Década de 2000
2000 • 2001 • 2002 • 2003 • 2004 • 2005 • 2006 • 2007 • 2008 • 2009
Década de 2010
2010 • 2011 • 2012 • 2013 • 2014 • 2015 • 2016 • 2017 • 2018 • 2019
Década de 2020
2020 • 2021